# دودانيم
دودانيم أو رودانيم (بالعبرية: דֹּדָנִים) هو ابن من أبناء ياوان بن يافث بن نوح  ويذكر أن لإخوته كلًا من أليشة وترشيش وكتيم، تختلف المخطوطات العبرية في كتابة اسمه، حيث ورد في بعضها "دودانيم" وفي أخرى "رودانيم"، ويُرجَّح أن الاختلاف يعود إلى التشابه البصري بين حرفي "د" و"ر" في العبرية، كما يعتبر دودانيم من أجداد الإغريق حسب التقليد اليهودي.

## في الكتاب المقدس
دودانيم ذكر في الكتاب المقدس مرتين وهم:
في سفر التكوين 4:10: «"وَبَنُو يَاوَانَ: أَلِيشَةُ وَتَرْشِيشَةُ وَكِتِّيمُ وَدُودَانِيمُ."» وفي سفر أخبار الأيام الأول: «"وَبَنُو يَاوَانَ: أَلِيشَةُ وَتَرْشِيشَةُ وَكِتِّيمُ وَدُودَانِيمُ"».

## النسب
هو دودانيم بن ياوان بن يافث بن نوح بن لامك بن متوشلخ بن أنس الله(إدريس) بن يرد بن مهلائيل بن قينان بن أنوش بن شيث بن آدم.
 الأب:  ياوان وهو إبن يافث وحفيد النبي نوح، ويعتبر في الإعتقاد التقليدي أنه جد اليونان.